# Selîșce, Tîvriv
Selîșce (în ucraineană Селище) este localitatea de reședință a comunei Selîșce din raionul Tîvriv, regiunea Vinnița, Ucraina.

## Demografie
Componența lingvistică a localității Selîșce
     Ucraineană (97,06%)
     Rusă (2,71%)
     Alte limbi (0,09%)
Conform recensământului din 2001, majoritatea populației localității Selîșce era vorbitoare de ucraineană (97,06%), existând în minoritate și vorbitori de rusă (2,71%).